# Daniel Akaka
Daniel Kahikina Akaka (李碩) (ur. 11 września 1924 w Honolulu, zm. 6 kwietnia 2018 tamże) – amerykański polityk, działacz Partii Demokratycznej, który od 1990 do 2013 roku reprezentował rodzinny stan Hawaje w Senacie Stanów Zjednoczonych. Przedtem zasiadał szereg lat w Izbie Reprezentantów.
Senator Akaka był pierwszym amerykańskim senatorem rdzennie hawajskiego pochodzenia. Posiadał również chińskich przodków.

## Wczesne lata
Urodził się w Honolulu. Tam też ukończył szkoły publiczne (szkoła średnia: Kamehameha School for Boys, ukończona w 1942). Pod koniec II wojny światowej i jakiś czas po jej zakończeniu (1945–1947) służył w jednostkach inżynieryjnych US Army w takich miejscach, jak Saipan czy Tinian.
Ukończył studia na uniwersytecie hawajskim w 1952 w zakresie nauk edukacyjnych. W latach 1953–1960 był nauczycielem. W 1960 wicedyrektorem, a w okresie od 1963–1971 dyrektorem szkoły, zawsze na terenie rodzinnego stanu.

## Życie rodzinne
Rodzicami przyszłego senatora byli Kahikina Akaka i Annie Kahoa.
Od roku 1948 był żonaty z Mary Mildred Chong, z którą miał pięcioro dzieci: córkę Millannie, po mężu Mattson, oraz czterech synów (Daniel K., Jr., Gerard K., Alan L. i Nicholas K.).
Państwo Akaka mieli ponadto 14 wnucząt i czworo prawnucząt.

## Kariera przed wejściem w skład Senatu

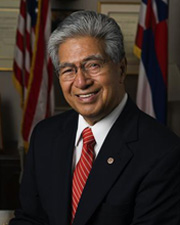
Senator Daniel Akaka

W latach 1971–1974 Daniel Akaka pełnił funkcję dyrektora Hawajskiego Urzędu ds. Równych Szans w Gospodarce. W okresie 1975–1976 był specjalnym asystentem gubernatora Hawajów.

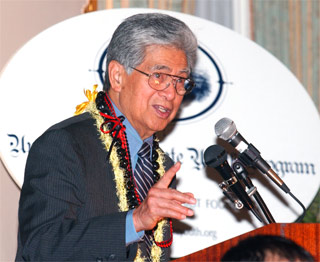
Senator Akaka w czasie przemówienia

Został wybrany do Izby Reprezentantów Stanów Zjednoczonych w listopadzie 1976, jako reprezentant 2. okręgu wyborczego. Jego poprzednikiem na tym stanowisku był Spark Matsunaga, który w wyniku tych samych wyborów objął mandat senatorski. Akaka zasiadał w Izbie od dnia 3 stycznia do maja 1990. Wybierano go ponownie, na kolejne dwuletnie kadencje, w 1978, 1980, 1982, 1984, 1986 oraz 1988.

## Senator
Po śmierci senatora Matsunaga 15 kwietnia 1990 Akaka został mianowany na jego miejsce, do czasu przeprowadzenia przedterminowych wyborów. Nominowano do 30 kwietnia 1990, a mandat objął 16 maja. Jego następczynią w Izbie została demokratka Patsy Mink. Został wybrany na pozostałe cztery lata mandatu w listopadzie. Na własne, sześcioletnie, kadencje wybierano go w 1994 i 2000 (w tych ostatnich przewagą ponad 70% głosów).
Akaka był autorem tzw. Ustawy Akaki (ang. Akaka Bil;), która przewiduje przyznanie rodowitym Hawajczykom takich samych praw administracyjnych, jak Indianom na kontynencie. Projekt cieszy się poparciem innych reprezentantów Hawajów w Kongresie oraz republikańskiej gubernator Lindy Lingle.
W kwietniu Akaka został nazwany przez wpływowy magazyn Time „jednym z pięciu najgorszych amerykańskich senatorów”, z powodu „mistrzostwa w legislacjach o małym znaczeniu i tych, które zmarły w komitetach”.
Akaka wygrał wybory do senatu w 2006 roku i zdobył kolejną kadencję. Było prawie pewne, iż pokona swoich oponentów zarówno w demokratycznych prawyborach jak i wyborach. Urząd złożył w 2013.

### Komitety
Senator Akaka zasiadał w następujących senackich komitetach:
- Sił Zbrojnych
- ds. Energii
- ds. Rządowych i Bezpieczeństwa Narodowego
- ds. Weteranów
- ds. Indian
- etyki

### Pozycje polityczne
Senator Akaka był uznawany za jednego z najbardziej liberalnych członków izby wyższej Kongresu (znana strona polityczna www.issues2000.org zakwalifikowała go jako Hard-Core Liberal). 
Senator Akaka:
- Stanowczo popierał prawo kobiet do przerywania ciąży
- Głosował przeciwko wprowadzeniu poprawki do konstytucji, zakazującej legalizacji związków osób ten samej płci
- Głosował za zakazem dyskryminacji w pracy ze względu na orientację seksualną
- Sprzeciwiał się prywatyzacji systemu ubezpieczeń społecznych
- Sprzeciwiał się stanowczo instytucji kary śmierci
- Był zwolennikiem ograniczeń w prawie do posiadania broni palnej
- Był jednym z senatorów, którzy w 2002 roku głosowali przeciwko zezwoleniu na interwencję w Iraku